# Agrotis subandina
Agrotis subandina là một loài bướm đêm trong họ Noctuidae.